# 沃纳·以马利·巴赫曼
沃纳·以马利·巴赫曼（英語：Werner Emmanuel Bachmann，1901年11月13日—1951年3月22日）是一位美国化学家，他出生于美国密歇根州底特律市，曾在韦恩州立大学攻读化学和化学工程专业，后来考上了密歇根大学。他在他的导师摩西·冈伯格指导下获得博士学位，然后一直在密歇根大学参与学术研究。
巴赫曼研究物理有机化学（重排反应、自由基）和有机合成，他被认为是类固醇合成的先锋，并成功实现类固醇激素马萘雌甾酮的全合成。另外，能让芳香重氮盐在碱性条件下与其它芳香族化合物偶联生成联苯或联苯衍生物的Gomberg-Bachmann反应是以他和他的导师冈伯格的名字命名。
巴赫曼也创造了一种制备爆炸品环三亚甲基三硝胺（RDX，也叫“黑索金”）的新方法，而美国就曾在第二次世界大战的时候用过这个方法制备RDX。